# Susan Dunklee
Susan Dunklee, née le 13 février 1986 à Newport, est une biathlète américaine, vice-championne du monde de la mass start en 2017 et vice-championne du monde du sprint en 2020.

## Carrière
Son père Stan a participé aux Jeux olympiques en ski de fond en 1976 et 1980.
À l'origine Susan Dunklee, qui appris à skier à l'âge de deux ans, participe à des épreuves de ski de fond aux États-Unis, mais n'obtient pas de résultats internationaux.
Elle apprend à tirer à l'âge de 22 ans et commence sa carrière dans l'équipe nationale de biathlon en 2008 en IBU Cup. En 2012, elle participe à ses premiers Championnats du monde, obtenant notamment la cinquième place de l'individuel. Elle obtient finalement son premier podium en terminant 3e du sprint d'Holmenkollen en mars 2014, le premier podium individuel des États-Unis depuis 1990. Deux ans plus tard, elle revient sur le podium devant le public américain de Presque Isle avec une deuxième place sur le sprint.
Lors de l'hiver 2016-2017, elle obtient un podium en poursuite à Nové Město na Moravě puis décroche une médaille d'argent aux Championnats du monde 2017 sur la mass-start derrière Laura Dahlmeier. Elle est la première américaine à monter sur le podium des Mondiaux de biathlon. Elle se classe ensuite deuxième du relais simple mixte de Kontiolahti avec Lowell Bailey. Elle termine la saison, la meilleure de sa carrière en Coupe du monde, à la dixième place du classement général.
Aux Jeux olympiques d'hiver de 2018, elle finit 66e du sprint, 19e de l'individuel, 13e du relais et 15e du relais mixte. Quelques semaines plus tard, elle est troisième de la poursuite d'Oslo, remportant son cinquième podium en Coupe du monde.
Aux championnats du monde 2020 à Antholz-Anterselva, alors que depuis le début de la saison elle n'avait obtenu jusque là que deux top vingt en Coupe du monde, elle crée la surprise le 14 février, rééditant sa performance de 2017 en décrochant cette fois la médaille d'argent du sprint derrière Marte Oslbu Røiseland.

## Palmarès

### Jeux olympiques
| Épreuve / Édition                | Individuel | Sprint | Poursuite | Départ en masse | Relais | Relais mixte |
| Jeux olympiques 2014 Sotchi      | 34e        | 14e    | 18e       | 12e             | 7e     | 8e           |
| Jeux olympiques 2018 Pyeongchang | 19e        | 66e    | —         | —               | 13e    | 15e          |
| Jeux olympiques 2022 Pékin       | 63e        | 27e    | 40e       | —               | 11e    | 7e           |

### Championnats du monde
| Mondiaux \ Épreuve      | Individuel | Sprint                   | Poursuite | Départ en masse          | Relais | Relais mixte | Relais mixte simple              |
| 2012 Ruhpolding         | 5e         | 55e                      | 36e       | 16e                      | 11e    | 12e          | Épreuve inexistante à cette date |
| 2013 Nové Město         | 15e        | 49e                      | 47e       | —                        | 11e    | 8e           | Épreuve inexistante à cette date |
| 2015 Kontiolahti        | 12e        | 41e                      | 33e       | 19e                      | 11e    | 8e           | Épreuve inexistante à cette date |
| 2016 Holmenkollen       | 18e        | 8e                       | 10e       | 11e                      | 13e    | 10e          | Épreuve inexistante à cette date |
| 2017 Hochfilzen         | 6e         | 29e                      | 22e       | Médaille d'argent, monde | 14e    | 16e          | Épreuve inexistante à cette date |
| 2019 Östersund          | 30e        | 57e                      | 24e       | —                        | 9e     | 19e          | 13e                              |
| 2020 Antholz-Anterselva | 55e        | Médaille d'argent, monde | 36e       | 27e                      | 15e    | 13e          | 11e                              |
| 2021 Pokljuka           | 77e        | 18e                      | 27e       | 25e                      | 13e    | —            | —                                |

Légende :

 : première place, médaille d'or

 : deuxième place, médaille d'argent

 : troisième place, médaille de bronze

 : épreuve inexistante ou ne figurant pas au programme

— : Susan Dunklee n'a pas participé à cette épreuve

### Coupe du monde
- Meilleur classement général : 10e en 2017.
- 8 podiums :
  - 6 podiums individuels : 3 deuxièmes places et 3 troisièmes places[5].
  - 2 podium en relais mixte simple : 1 deuxième place et 1 troisième place.

 Dernière mise à jour le 14 mars 2021 

#### Classements en Coupe du monde
| Saison    | Classement général final | Individuel | Sprint | Poursuite | Mass start |
| 2011-2012 | 33e                      | 22e        | 34e    | 36e       | 27e        |
| 2012-2013 | 40e                      | 17e        | 39e    | 79e       |            |
| 2013-2014 | 23e                      | 61e        | 13e    | 17e       | 33e        |
| 2014-2015 | 16e                      | 9e         | 21e    | 15e       | 17e        |
| 2015-2016 | 14e                      | 38e        | 13e    | 12e       | 12e        |
| 2016-2017 | 10e                      | 30e        | 10e    | 11e       | 11e        |
| 2017-2018 | 34e                      | 45e        | 31e    | 30e       | 41e        |
| 2018-2019 | 33e                      | 28e        | 40e    | 28e       | 43e        |
| 2019-2020 | 39e                      | nc         | 26e    | 40e       | 37e        |
| 2020-2021 | 44e                      | 43e        | 46e    | 38e       | 46e        |
| 2021-2022 | 74e                      | nc         | 58e    | 80e       |            |

### Championnats d'Europe
- Médaille de bronze du relais simple mixte en 2018.